# Paraíso, Mazapa de Madero
Paraíso är en ort i Mexiko.   Den ligger i kommunen Mazapa de Madero och delstaten Chiapas, i den sydöstra delen av landet, 900 km sydost om huvudstaden Mexico City. Paraíso ligger 1 106 meter över havet och antalet invånare är 151.
Terrängen runt Paraíso är bergig västerut, men österut är den kuperad. Paraíso ligger nere i en dal. Runt Paraíso är det ganska tätbefolkat, med 179 invånare per kvadratkilometer. Närmaste större samhälle är Motozintla de Mendoza, 5,4 km väster om Paraíso. I omgivningarna runt Paraíso växer huvudsakligen savannskog.